# Meiothecium japonicum
Meiothecium japonicum là một loài rêu trong họ Sematophyllaceae. Loài này được Dixon & Sakurai mô tả khoa học đầu tiên năm 1936.
Danh pháp khoa học của loài này chưa được làm sáng tỏ. 